# Daniel Wayne Smith
Daniel Wayne Smith (Mexia, 22 de enero de 1986-Nasáu, 10 de septiembre de 2006) fue hijo de la modelo y actriz estadounidense Anna Nicole y su primer marido Billy Smith. Ocasionalmente apareció en el reality show de su madre. Smith murió el 9 de septiembre de 2006, a los 20 años, tras una sobredosis accidental.

## Vida
Smith nació el 22 de enero de 1986 en Mexia, Texas, hijo de Billy Wayne Smith y Vickie Lynn Hogan (alias Anna Nicole Smith). Después de que sus padres se separaron en 1987, Daniel fue criado por su madre y su abuela materna, Virgie Arthur, en Texas hasta los seis años. Asistió a la escuela secundaria North Hollywood en Los Ángeles. Fue hijastro del multimillonario J. Howard Marshall II, a quien su madre conoció en un club de striptease y con quien se casó en 1994.
A los 16 años, Smith apareció como él mismo en el reality show de su madre, The Anna Nicole Show, que se emitió en el canal E! de 2002 a 2004. En un episodio de la segunda temporada mencionaría que ya no quería ser parte del programa. También fue visto con su madre en E! True Hollywood Story. Daniel interpretó pequeños papeles en dos de las películas de su madre, Skyscraper y To the Limit. Descrito por su madre como un estudiante de honor sobresaliente, la última vez que asistió a clases en Los Angeles Valley College fue en el verano de 2006.

## Fallecimiento
Smith murió en la habitación del hospital de su madre mientras la visitaba en la sala de maternidad del Doctors Hospital en Nasáu, Bahamas, el 10 de septiembre de 2006, solo tres días después de que ella diera a luz a su media hermana. Cyril Wecht, un patólogo forense estadounidense, dijo que Daniel Smith falleció accidentalmente de una sobredosis de drogas, incluyendo metadona y antidepresivos. Larry Birkhead, testificando en una investigación, declaró que la seguridad en la casa indicó que Daniel había robado la metadona de su madre, consumió drogas con ella y perdió alrededor de nueve kilos antes de su muerte.

### Investigación e indagatoria
El forense anunció el 12 de septiembre que: «La causa de la muerte no es natural. Sin embargo, deseamos reservar la causa de la muerte en este momento pendiente del examen del toxicólogo y el informe para confirmar la causa de la muerte. El viernes es la fecha probable de publicación. para el informe de autopsia y toxicología». Al día siguiente, el inspector jefe de la oficina forense le dijo a Associated Press que cada vez que hubiera una muerte sospechosa haríamos una investigación para determinar cómo murió la persona.
El abogado Michael Scott leyó una declaración preparada: «La devastación y el dolor por la muerte repentina de Daniel junto con la sedación han sido tan extremos que Anna Nicole experimentó una pérdida de memoria del evento. Anna Nicole estaba tan angustiada por la pérdida de Daniel que se negó a dejar su lado y fue necesario sedarla para sacarla del hospital», dijo Scott que la tercera persona en la habitación en el momento de la muerte era otro de los abogados de Anna Nicole Smith, Howard K. Stern. El Sr. Scott era socio del bufete de abogados Callenders and Co. y más tarde revelaría que el promotor inmobiliario G. Ben Thompson y un socio, que dijo que eran amigos de la Sra. Smith, le habían pedido que actuara en su contra después de la repentina muerte de su hijo Daniel, de 20 años. Scott, Callenders and Co., y G. Ben Thompson figurarían de manera prominente como los adversarios de Anna Nicole Smith en el escándalo de residencia en las Bahamas altamente politizado que rodeaba la disputa por la propiedad de su vivienda.
El 20 de septiembre de 2006, las autoridades emitieron un certificado de defunción para el hijo de Anna Nicole Smith, pero dejaron sin determinar la causa de la muerte en espera de las pruebas de toxicología. La tan esperada investigación en las Bahamas sobre la muerte de Daniel comenzó el 30 de octubre de 2007.
En marzo de 2008, un jurado de Bahamas determinó que el hijo de Anna Nicole Smith murió por una sobredosis accidental de drogas y no recomendó presentar cargos penales.

### Funeral en las Bahamas
Howard K. Stern le dijo al juez de circuito de Florida Larry Seidlin durante su testimonio en el juicio por la custodia del bebé de Anna Nicole Smith: «En el funeral de Daniel, hizo que abrieran el ataúd y trató de meterse dentro. Dijo que "si Daniel tiene que ser enterrado, yo quiero ser enterrada con él", testificó Stern. "Ella estaba lista para hundirse con él"». Howard K. Stern reveló que «Anna se veía a sí misma como madre y padre de Daniel. Desde el momento en que la conocí, todo fue para Daniel. Diría que físicamente murió la semana pasada, pero en muchos sentidos, emocionalmente ella murió cuando murió Daniel».
El 7 de octubre, los amigos y la familia de Daniel, incluido su padre Billy Smith y su abuela Virgie Arthur, se reunieron en la Primera Iglesia Bautista de Mexia para un servicio conmemorativo por separado mientras Anna Nicole permanecía con Howard K. Stern en las Bahamas. Daniel fue elogiado en el servicio por su bisabuelo Gus Moser. Finalmente, Daniel fue enterrado en New Providence, Bahamas, el 19 de octubre de 2006. Según Howard K. Stern, compañero de mucho tiempo de Smith, estaba devastada por la muerte de su hijo. «Anna y Daniel eran inseparables. Daniel era sin duda la persona más importante en la vida de Anna».

## Finca de Anna Nicole Smith
Anna Nicole Smith murió repentinamente el 8 de febrero de 2007, menos de cinco meses después de la muerte de su hijo. El juez de la corte de circuito de Florida, Larry Seidlin, quien supervisó la disposición del cuerpo de Smith, ordenó que se produjera el testamento de Anna Nicole Smith. Fue publicado el 16 de febrero de 2007. El «Testamento de Vickie Lynn Marshall» fue firmado el 30 de julio de 2001 y declara:

Yo soy soltera. Tengo un hijo DANIEL WAYNE SMITH. No tengo hijos fallecidos ni hijos prefallecidos que dejen el problema. Salvo que se disponga lo contrario en este testamento, he omitido intencionalmente proveer para mi cónyuge y otros herederos, incluidos los futuros cónyuges e hijos y otros descendientes que ahora viven y los nacidos o adoptados en el futuro, así como los hijastros e hijos adoptivos existentes y futuros.

Todos los bienes de mi patrimonio... se distribuirán a HOWARD K. STERN, para que los mantenga en fideicomiso para mi hijo en los términos que él y un tribunal de jurisdicción competente puedan declarar, de modo que mis hijos se distribuyan lo suficiente sumas... y manutención de acuerdo a su manera habitual de vivir....